# Chuck Williams
Edward Williams, detto Chuck (Boulder, 6 giugno 1946), è un ex cestista statunitense, professionista nella ABA e nella NBA.

## Carriera
Venne selezionato dai Philadelphia 76ers al sesto giro del Draft NBA 1968 (76ª scelta assoluta).
Nella stagione 1973-1974, ha stabilito il record di sempre in ABA per il maggior numero di partite giocate in Regular Season in una singola stagione con 90 partite: 57 giocate con i San Diego Conquistadors e 33 con i Kentucky Colonels.

## Palmarès
- ABA All-Star Game: 2

1973, 1976
- 2 volte maggior numero di assist in stagione ABA: (1972-1973), (1974-1975)
- Ottavo per numero di assist di sempre ABA
- Nono migliore giocatore di sempre per assist a partita ABA in regular season (4,8 assist a partita)
- Diciassettesimo miglior giocatore per palle rubate di sempre ABA
- Quarantesimo miglior marcatore di sempre ABA